# Siergiej Komarow (aktor)
Siergiej Pietrowicz Komarow (ros. Сергей Петрович Комаров; ur. 2 marca 1891 w Wiaznikach, zm. 23 grudnia 1957 w Moskwie) – radziecki aktor filmowy, reżyser i scenarzysta. Zasłużony Artysta RFSRR (1935).

## Filmografia

### Aktor
- 1955: Trzpiotka przyjaciel Olgi Iwanowny
- 1948: Młoda gwardia jako doktor (niewymieniony w czołówce)
- 1943: My z Uralu jako Jurij Pawłowicz
- 1940: Sybiracy jako Tierientij
- 1939: Minin i Pożarski jako kniaź Trubieckoj
- 1936: Nad lazurowym morzem
- 1936: Kosmiczny rejs jako Siedych
- 1935: Miłość i nienawiść jako kapitan
- 1933: Dezerter jako robotnik
- 1933: Na obrzeżach jako Aleksandr Grieszyn
- 1932: Horyzont
- 1929: Dwóch Buldi jako ojciec Buldi, klaun
- 1929: Wesoły kanarek jako Briański
- 1928: Dom przy Trubnej jako Ladow
- 1928: Kukła z milionami
- 1928: Salamandra jako Ksiądz Ignacy Brzeziński
- 1927: Koniec Sankt Petersburga jako prystaw
- 1926: Według prawa jako Hans Nelson
- 1926: Miss Mend jako Tchitche
- 1925: Promień śmierci jako Tomas Łann
- 1925: Gorączka szachowa jako dziadek
- 1924: Niezwykłe przygody Mister Westa w krainie bolszewików jako jednooki
- 1921: Sierp i młot jako kierownik brygady zaopatrzeniowej

### Reżyseria
- 1927: Pocałunek Mary Pickford
- 1928: Kukła z milionami

### Scenariusz
- 1927: Pocałunek Mary Pickford

## Nagrody i odznaczenia
- Zasłużony Artysta RFSRR (1935)